# Severní Korea na zimních olympijských hrách
Severní Korea na zimních olympijských hrách startuje od roku 1964. Toto je přehled účastí, medailového zisku a vlajkonošů na dané sportovní události.

## Účast na zimních olympijských hrách
| Dějiště ZOH            | ZOH      | Vlajkonoš        | Zlatá medaile | Stříbrná medaile | Bronzová medaile | Celkem |
| ---------------------- | -------- | ---------------- | ------------- | ---------------- | ---------------- | ------ |
| 1964 Innsbruck         | ZOH 1964 | nikdo            | 0             | 1                | 0                | 1      |
| 1968 Grenoble          | ZOH 1968 | –                | –             | –                | –                | –      |
| 1972 Sapporo           | ZOH 1972 | nikdo            | 0             | 0                | 0                | 0      |
| 1976 Innsbruck         | ZOH 1976 | –                | –             | –                | –                | –      |
| 1980 Lake Placid       | ZOH 1980 | –                | –             | –                | –                | –      |
| 1984 Sarajevo          | ZOH 1984 | Im Ri-Bin        | 0             | 0                | 0                | 0      |
| 1988 Calgary           | ZOH 1988 | Im Ri-Bin        | 0             | 0                | 0                | 0      |
| 1992 Albertville       | ZOH 1992 | nikdo            | 0             | 0                | 1                | 1      |
| 1994 Lillehammer       | ZOH 1994 | –                | –             | –                | –                | –      |
| 1998 Nagano            | ZOH 1998 | Yun Chol         | 0             | 0                | 0                | 0      |
| 2002 Salt Lake City    | ZOH 2002 | –                | –             | –                | –                | –      |
| 2006 Turín             | ZOH 2006 | Han Jong-In      | 0             | 0                | 0                | 0      |
| 2010 Vancouver         | ZOH 2010 | Song Chol-Ri     | 0             | 0                | 0                | 0      |
| 2014 Soči              | ZOH 2014 | –                | –             | –                | –                | –      |
| 2018 Pchjongčchang     | ZOH 2018 | Hwang Chung-guma | 0             | 0                | 0                | 0      |
| 2022 Peking            | ZOH 2022 | –                | –             | –                | –                | –      |
| Celkem                 | 9        |                  | 0             | 1                | 1                | 2      |
| Zdroj na Olympedia.org |          |                  |               |                  |                  |        |

### Peking 2022
V roce 2021 nevyslala Severní Korea v obavách z pandemie covidu-19 výpravu na letní olympijské hry v Tokiu, kvůli čemuž bylo mezinárodním výborem severokorejskému olympijskému výboru pozastaveno členství do konce roku 2022. MOV ponechal jednotlivým sportovcům možnost se přesto zúčastnit her v Pekingu. V lednu 2022 Severní Korea vydala prohlášení, ve kterém uvádí, že se severokorejští sportovci her nezúčastní kvůli trvající pandemii a ve kterém ostře odsuzuje diplomatický bojkot her „Spojenými státy a jejich vazaly.“

## Společná korejská vlajka

Společná vlajka obou Korejí
Poměr stran: 2:3

Na zimních olympijských hrách v Turíně (Itálie, 2006) a v Pchjongčchangu (Jižní Korea, 2018) byla použita společná korejská vlajka, tvořená modrou siluetou Korejského poloostrova na bílém pozadí.